# Deerstalker
Un deerstalker (littéralement « traqueur de cerfs ») est un chapeau anglais qui se porte à la campagne.

## Description
Cette casquette de tweed présente une certaine tendance mimétique avec la forêt automnale et a un confort approprié pour ce genre de situations. Comme son nom l'indique, il est typiquement porté à la chasse.

## Célébrité

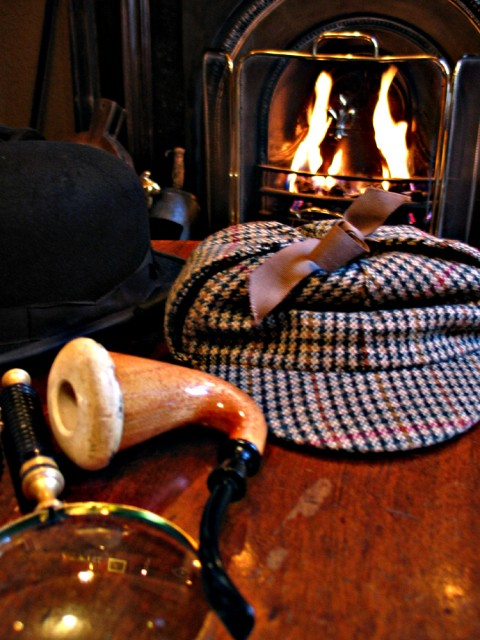
Deerstalker, loupe et pipe de Sherlock Holmes.

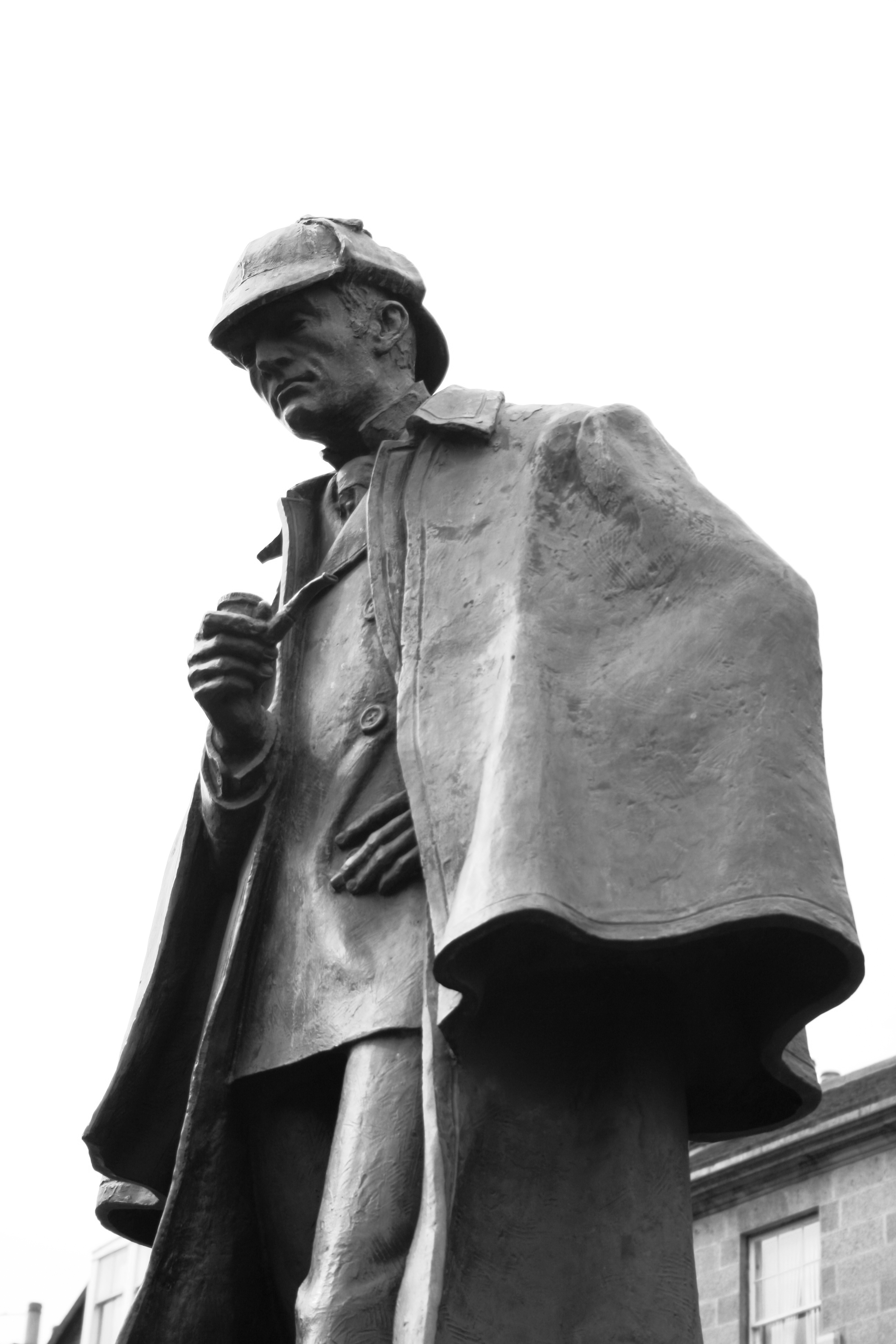
Statue de Sherlock Holmes portant un deerstalker et une cape Inverness sur la Picardy Place d'Édimbourg.

Dans l'imagerie populaire, le deerstalker est devenu indissociable de Sherlock Holmes et, par extension, le couvre-chef stéréotypique du détective, qu'il porte avec la cape Inverness, la loupe et la pipe.
Cependant, Arthur Conan Doyle n'a jamais décrit son personnage portant ce chapeau. Ce détail provient des illustrations des histoires par Sidney Paget, par exemple dans Flamme d'Argent (1892). De nombreuses illustrations et mises en scène de Sherlock Holmes le montrent régulièrement porter son deerstalker en ville ou en intérieur, ce qui est inadapté.